# Marc Lorenz
Marc Lorenz (Münster, 18 luglio 1988) è un calciatore tedesco, centrocampista del Preußen Münster.

## Carriera
Cresciuto nel settore giovanile dello Schalke 04, milita per due anni con la seconda squadra nelle serie dilettantistiche del campionato tedesco, per poi giocare con Preußen Münster e Sportfreunde Lotte in Regionalliga. Nel 2012 si trasferisce all'Arminia Bielefeld, dove si alterna tra terza e seconda divisione (vincendo anche un campionato di terza divisione nella stagione 2014-2015). Dal 2015 al 2017 ha militato in terza divisione con il Wehen Wiesbaden. Nel 2017 viene acquistato dal Karlsruhe, con il quale ha ottenuto la promozione in seconda divisione al termine della stagione 2018-2019.

## Statistiche

### Presenze e reti nei club
Statistiche aggiornate al 9 febbraio 2022.
| Stagione                 | Squadra                  | Campionato               | Campionato | Campionato | Coppe nazionali | Coppe nazionali | Coppe nazionali | Coppe continentali | Coppe continentali | Coppe continentali | Altre coppe | Altre coppe | Altre coppe | Totale | Totale |
| Stagione                 | Squadra                  | Comp                     | Pres       | Reti       | Comp            | Pres            | Reti            | Comp               | Pres               | Reti               | Comp        | Pres        | Reti        | Pres   | Reti   |
| ------------------------ | ------------------------ | ------------------------ | ---------- | ---------- | --------------- | --------------- | --------------- | ------------------ | ------------------ | ------------------ | ----------- | ----------- | ----------- | ------ | ------ |
| mag. 2007                | Schalke 04 II            | OL                       | 1          | 0          |                 | -               | -               |                    | -                  | -                  |             | -           | -           | 1      | 0      |
| 2007-2008                | Schalke 04 II            | OL                       | 29         | 6          |                 | -               | -               |                    | -                  | -                  |             | -           | -           | 29     | 6      |
| 2008-2009                | Schalke 04 II            | RL                       | 28         | 5          |                 | -               | -               |                    | -                  | -                  |             | -           | -           | 28     | 5      |
| Totale Schalke 04 II     | Totale Schalke 04 II     | Totale Schalke 04 II     | 58         | 11         |                 | -               | -               |                    | -                  | -                  |             | -           | -           | 58     | 11     |
| 2009-2010                | Preußen Münster          | RL                       | 28         | 3          | CG              | 1               | 1               |                    | -                  | -                  |             | -           | -           | 29     | 4      |
| 2010-2011                | Preußen Münster          | RL                       | 22         | 0          | CG              | 1               | 0               |                    | -                  | -                  |             | -           | -           | 23     | 0      |
| Totale Preußen Münster   | Totale Preußen Münster   | Totale Preußen Münster   | 50         | 3          |                 | 2               | 1               |                    | -                  | -                  |             | -           | -           | 52     | 4      |
| 2011-2012                | Sportfreunde Lotte       | RL                       | 33         | 7          |                 | -               | -               |                    | -                  | -                  |             | -           | -           | 33     | 7      |
| 2012-2013                | Arminia Bielefeld        | 3L                       | 14         | 0          | CG              | 0               | 0               |                    | -                  | -                  |             | -           | -           | 14     | 0      |
| 2013-2014                | Arminia Bielefeld        | 2L                       | 25         | 3          | CG              | 1               | 0               |                    | -                  | -                  |             | -           | -           | 26     | 3      |
| 2014-2015                | Arminia Bielefeld        | 3L                       | 16         | 1          | CG              | 3               | 0               |                    | -                  | -                  |             | -           | -           | 19     | 1      |
| Totale Arminia Bielefeld | Totale Arminia Bielefeld | Totale Arminia Bielefeld | 55         | 4          |                 | 4               | 0               |                    | -                  | -                  |             | -           | -           | 59     | 4      |
| 2015-2016                | Wehen Wiesbaden          | 3L                       | 36         | 2          |                 | -               | -               |                    | -                  | -                  |             | -           | -           | 36     | 2      |
| 2016-2017                | Wehen Wiesbaden          | 3L                       | 34         | 2          |                 | -               | -               |                    | -                  | -                  |             | -           | -           | 34     | 2      |
| Totale Wehen Wiesbaden   | Totale Wehen Wiesbaden   | Totale Wehen Wiesbaden   | 70         | 4          |                 | -               | -               |                    | -                  | -                  |             | -           | -           | 70     | 4      |
| 2017-2018                | Karlsruhe                | 3L                       | 28+1       | 0          | CG              | 1               | 0               |                    | -                  | -                  |             | -           | -           | 30     | 0      |
| 2018-2019                | Karlsruhe                | 3L                       | 32         | 4          | CG              | 0               | 0               |                    | -                  | -                  |             | -           | -           | 32     | 4      |
| 2019-2020                | Karlsruhe                | 2L                       | 29         | 2          | CG              | 3               | 0               |                    | -                  | -                  |             | -           | -           | 32     | 2      |
| 2020-2021                | Karlsruhe                | 2L                       | 28         | 0          | CG              | 1               | 0               |                    | -                  | -                  |             | -           | -           | 29     | 0      |
| 2021-2022                | Karlsruhe                | 2L                       | 11         | 0          | CG              | 3               | 0               |                    | -                  | -                  |             | -           | -           | 14     | 0      |
| Totale Karlsruhe         | Totale Karlsruhe         | Totale Karlsruhe         | 129        | 6          |                 | 8               | 0               |                    | -                  | -                  |             | -           | -           | 137    | 6      |
| Totale carriera          | Totale carriera          | Totale carriera          | 395        | 35         |                 | 14              | 1               |                    | -                  | -                  |             | -           | -           | 409    | 36     |

## Palmarès

### Club

#### Competizioni nazionali
- Fußball-Regionalliga: 1

Preußen Münster: 2010-2011 (girone ovest)
- 3. Liga: 1

Arminia Bielefeld: 2014-2015